# Le Buffet (poème)
Pour les articles homonymes, voir Le Buffet.
Le Buffet est un sonnet en alexandrins d'Arthur Rimbaud. Ce poème est le sixième du second Cahier de Douai (le recueil Demeny). Il est daté sur le manuscrit « Octobre 70 ». Premières publications : Anthologie des poètes français, tome IV, Lemerre, 1888 ; Reliquaire, Genonceaux, 1893 ; Poésies complètes, Vanier, 1898.
L'auteur y décrit un vieux buffet et le rendant vivant, il exprime ses « vertiges » de poète.
D'inspiration baudelairienne, Rimbaud y exprime sa mélancholie et sa révolte face à une société qui l'ennuie et qu'il méprise (cf. "A la musique" où Rimbaud pose en marginal et se moque des bourgeois "bouffis" et de leur "square où tout est correct", reflet d'une société hypocrite et conformiste).
Ce poème fait partie du recueil de Demeny. Il a la forme d'un sonnet, deux quatrains suivis de deux tercets en alexandrins. C'est l'avant dernier des 22 poèmes du Cahier de Douai, précédant « Ma Bohème ». Cependant, avec ses multiples enjambements, ses parenthèses et ses jeux de rimes originaux (tercets en CDD/EDE au lieu de CCD/EED), le poème se rapproche du poème en prose, rendant compte des accès des "vertiges" du poète, préfiguration de sa voyance théorisée dans la première Lettre du voyant (1871).

## Texte du poème
C'est un large buffet sculpté ; le chêne sombre,
Très vieux, a pris cet air si bon des vieilles gens ;
Le buffet est ouvert, et verse dans son ombre
Comme un flot de vin vieux, des parfums engageants ;
Tout plein, c'est un fouillis de vieilles vieilleries,
De linges odorants et jaunes, de chiffons
De femmes ou d'enfants, de dentelles flétries,
De fichus de grand'mère où sont peints des griffons ;
- C'est là qu'on trouverait les médaillons, les mèches
De cheveux blancs ou blonds, les portraits, les fleurs sèches
Dont le parfum se mêle à des parfums de fruits.  
- Ô buffet du vieux temps, tu sais bien des histoires,
Et tu voudrais conter tes contes, et tu bruis
Quand s'ouvrent lentement tes grandes portes noires.